# Desmoxytes coniger
Desmoxytes coniger är en mångfotingart som beskrevs av Chamberlin 1923. Desmoxytes coniger ingår i släktet Desmoxytes och familjen orangeridubbelfotingar. Inga underarter finns listade i Catalogue of Life.